# La Plaza de Paraguachí
Paraguachí, de son nom complet La Plaza de Paraguachí, est le chef-lieu de la municipalité d'Antolín del Campo dans l'État de Nueva Esparta au Venezuela.